# Aschdschaʿ
Die Aschdschaʿ, أشجع / Ašǧaʿ, waren zu Zeiten Mohammeds ein kleiner Stamm im arabischen Stammesverbund der Ghatafan, in Nadschd, im Nordosten Yathribs (Medina).
In der Grabenschlacht spielte laut dem Prophetenbiographen Ibn Ishaq ein Führer der Aschdschaʿa, Nuʿaim ibn Masʿūd, eine bedeutende Rolle. Er wurde im geheimen Muslim und säte Zwietracht zwischen den Angreifern und dem jüdischen Stamm der Banu Quraiza, was letztlich darin endete, dass die Angreifer abzogen und dass Mohammed nach seinem Sieg in der Grabenschlacht alle Männer der Banu Quraiza ermorden ließ und alle Frauen und Kinder versklavte.
Die Aschdschaʿa liefen während der Grabenschlacht, zusammen mit Nuʿaim ibn Masʿud, zu den Muslimen über. Die anderen Ghatafan standen auch während Mohammeds Zug nach Chaibar auf der Seite seiner Gegner und wurden erst nach seinem Tod Muslime.

## Stämme der Ghatafan
- Muharib
- Tha’laba
- Aschdscha
- Banu Murra

### Islamische Quellen
- Ibn Ishaq, Gernot Rotter (Übersetzer): Das Leben des Propheten. As-Sira An-Nabawiya. Spohr, Kandern im Schwarzwald 1999, ISBN 3-927606-22-7.